# فيليب حنان
فيليب حنان (بالإنجليزية: Philip Hannan)‏ (و. 1913 – 2011 م) هو الكهنوت من الولايات المتحدة الأمريكية ولد في واشنطن العاصمة.
تولى منصب رئيس أساقفة، وأسقف .

## التعليم
تعلم في الجامعة الغريغورية الحبرية، والجامعة الكاثوليكية الأمريكية.